# Leptothorax wheeleri
Leptothorax wheeleri är en myrart som först beskrevs av Mann 1920.  Leptothorax wheeleri ingår i släktet smalmyror, och familjen myror. Inga underarter finns listade i Catalogue of Life.